# Pont de Saint-Antoine de la Grella
Le pont de Saint-Antoine de la Grella (catalan : pont de Sant Antoni de la Grella), ou pont de Sispony, est un pont médiéval de la principauté d'Andorre, restauré au XXe siècle. Il est construit sur l'ancien chemin royal qui allait de La Massana à Andorre-la-Vieille. Il est situé à côté de l'église Saint-Antoine de la Grella. Il permet de franchir la rivière Valira nord.
Ce pont a été déclaré bien d'intérêt culturel (BIC) le 16 juillet 2003.